# Nemesis Prime
Nemesis Prime es un personaje ficticio del Universo de Transformers. Es un clon maligno del líder de los Autobots, Optimus Prime.

## Historia

### Cómic Generation 1 - Desvastation
Nemesis Prime se dio a conocer en los cómics de Transformers. Es el clon malvado de Optimus Prime. Némesis Prime originalmente es un Decepticon, hizo su primera aparición en el universo de Transformers G1: Devastación. Esta encarnación de Némesis Prime no es en realidad tanto un clon malvado de Optimus Prime, sino la nueva identidad de Nova Prime.
Cuando los Decepticons querían crear a un Clon Maligno de Optimus Prime, para sus planes necesitaban un cuerpo de un Prime para darle vida, fueron a la cripta de los Primes robando el cuerpo de Nova Prime. Los Decepticons juntaron el cuerpo de Nova Prime, y la chispa clonada de Optimus Prime, acumulándole a la chispa maldad, odio, rencor, ira, codicia y ambición, asimismo le dieron la vida a Nemesis Prime .
Es uno de los predecesores de Optimus Prime. Motivado por un deseo de expansión territorial, Nova Prime llevó el Arca por primera vez en un viaje de conquista, pero terminó en el universo muerto.
Su objetivo final era fusionar el universo muerto en su universo de origen, la fusión de los dos juntos con la ayuda de Jhiaxus. A partir de ahí, él y su equipo le rindieron lealtad a este nuevo y supuesto líder Decepticon, adecuadamente ya que fueron incapaces de sobrevivir por mucho tiempo en el espacio real. El universo resultante se adhieren a los ideales originales Nova, siendo supervisado por los transformadores y forma a su imagen. Sus subordinados aquí incluidos Galvatron, Jhiaxus, Cyclonus, Straxus, y Grindcore. Es consciente de las ambiciones de ulteriores Galvatron, pero está dispuesto a dejar su agenda se reveló con el tiempo.
Los Decepticons crearon casualmente a un nuevo Decepticon más potente que el mismo The Fallen y Megatron derrocando temporalmente el liderazgo de Galvatron, adopta la conciencia misma de él pero aun así adquiere codicia y ambición y es técnicamente un renegado de los Autobots debido a la incompentencia de los mismos Autobots en las batallas, conscientemente este sabe que es un clon maligno de Optimus Prime y a la vez sabe que era un Antecesor líder Autobot.
Cuando Galvatron se enfrenta contra Optimus Prime pierde la pelea, pero cuando llegó Nemesis Prime se enfrentó contra Optimus Prime; este le ganó y lo derrotó sin ningún problema, llevándolo en el infraespacio entre la vida y la muerte, Nemesis comenzó sus planes, que sus tropas Nightbeat secuestrar y convertirlo en un lunar conocimiento con la intención de asesinar a Optimus. Sus fuerzas construyó el Nega-Cores y sus instalaciones de contención en el universo real. Al darse cuenta de que necesitaban tutores poderosos en su ausencia había los cuerpos de Thunderwing y Sixshot adoptadas en la preparación de la ampliación, así como el envío de Galvatron a la Tierra para asegurarse de que no fue destruida por los Segadores, ya que necesitaba su Energon al poder de su espacio Puente de red. Luego envía a Cyclonus en el universo real, donde, a pesar de llamar la atención de los Autobots, con éxito se activa el Nega-Core junto con Thunderwing. Con esta realizada, el primer preparativo para dirigir sus fuerzas en el universo real como la expansión comenzó. Con la eliminación de Nightbeat por Hardhead, Nemesis fue detenido por los Autobots en un intento de asesinar a Prime. Esto resultó ser un error, como la oscuridad intentó transferir a Optimus. Enfurecido, Nemesis redobló sus esfuerzos sólo para dispararlo por la espalda a Optimus luego es derrotado por este y luego asesinado por Galvatron por oposición de Liderazgo.

### Serie -Transformers Generation 1
Nemesis Prime hizo su primera aparición en la pantalla en el episodio número ocho de la segunda temporada de la serie Transformers Generation 1, llamado "A Prime Problem" (El problema de Optimus Prime en español). En esta primera versión, Nemesis Prime es un clon parecido a Optimus Prime creado por Megatron, con el fin de destruir a los Autobots. El clon es muy parecido al verdadero líder de los Autobots (en coloreado, apariencia, trasformación, voz y resistencia). En ese episodio, Optimus y el resto de los Autobots va a combatir contra los Depceticons cerca de un precipicio que cuyo suelo se encuentra un depósito de cristales altamente inestables llamados Gloriorum. Durante la pelea, el Mini-con Laserbeak deja inmóvil a Optimus y Megatron le ordena que lo escanee, y al hacerlo, crea una réplica similar al líder Autobot y lo programa para que destruya a los Autobots. Durante este episodio, ningún miembro del equipo sabe quien de los dos era el verdadero y quién el impostor. Luego de que el clon de Optimus destruye al Starscream (que también resulta que es otro clon), los Autobots creen que es el verdadero líder. Nemesis lleva al equipo al precipicio en donde yacen los cristales Gloriorum para que estos últimos sean destruidos. Sin embargo, Windchanger (quien había sobrevivido en su modo vehículo luego de haber caído al precipicio les dice a sus compañeros que Megatron está usando a la réplica para exterminarlos. El clon les ordena que no lo escuchen y que deben ir por los cristales, pero los Autobots se dan cuenta de que este era el impostor (porque el verdadero Optimus les advierte que no se acercaran a los cristales) y lo destruyen.
| Título           | Líder de los Decepticons                                                 |
| Alianza          | Decepticons                                                              |
| Transformación   | Camión de transporte peterbilt 379 (Negro)                               |
| Lema             | """El camino del guerrero es resguardado con los restos de los caídos."" |
| Estado           | Se desconoce                                                             |
| Fuerza           | 13/13                                                                    |
| Inteligencia     | 10/10                                                                    |
| Velocidad        | 7/9                                                                      |
| Resistencia      | 14/14                                                                    |
| Potencia de tiro | 10/10                                                                    |
| Destreza         | 9/9                                                                      |

## Transformers: Robots in Disguise
Nemesis Prime es conocido en esta franquicia como Scourge.
La Historia de Scourge comienza justo cuando los Decepticons son Reformados por Megatron ya en la tierra, Los sensores de los Autobots y de los Predacons, basados en unas investigaciones secretas del Dr. Onishi (Padre de Koji), descubren un lugar donde se encontraba una nave Autobot, esta nave dentro de ella se encontraban 6 vainas éxtasis, obviamente eran vainas éxtasis Autobots, Optimus Prime quería recuperar estas materias sin importar el costo, sin embargo Megatron logra agarrarlas primero y se las lleva a una base militar que se encontraba cerca, después de deshacerse de los humanos, le da una materia de éxtasis a cada Predacon escanea a Prime y el Camión Predacon, y Rotor, Movor, Armornhide, Rollbar y Mega Octane son creados, y se identifican como los Decepticons, Mega Octane se auto proclama líder de los Decepticons por ser el primero en ser creado, en ese momento llegan los Autobots quienes intentan salvar la última materia de éxtasis, Megatron tiene esta materia éxtasis y un camión de gasolina negro le llama la atención, decide que ese será el próximo Decepticon, Optimus Prime intenta salvar el cargador de gasolina que iba cayendo en un agujero que la batalla que se formó, en ese momento cuando Optimus Prime agarra el camión de gasolina, Megatron empieza a escanear el camión, escaneando al camión y al mismo Optimus Prime.
Un misterioso camión oscuro sale de la materia éxtasis, se transforma y los Autobots se percatan que se parece a Optimus Prime, el misterioso guerrero negro se identifica y al ver a sus compañeros Decepticons se enfrenta contra Mega Octane porque este se autodeclaró líder de los Decepticons, Mega Octane se niega a ceder el mando, pero Scourge lo obliga demostrando su fuerza y velocidad, Scourge obtiene el mando y demuestra una vez más el porqué debe tenerlo. Después de estos días, Scourge y Skybite, segundo al mando de los Predacons, empezaran una especie de competencia para demostrar quien es más valioso. Creando una rivalidad entre ambos grupos. Scourge cuando está tratando Scourge y los Decepticons entran en unas ruinas con un poder inimaginable recibe una visión, o un recuerdo, era cuando, Scourge y los otros Decepticons eran aun Autobots, su misión consistía en llegar a la Tierra, y activar al Fortress Maximus para que así, Megatron no pudiera llegar o entrar a la Tierra, su misión fracasa cuando su nave se precipita a la atmósfera, hasta el día en que Megatron los convierte en Decepticons.
Scourge se da cuenta de todo el poder que tiene esas ruinas y junto con Mega Octane planea apoderarse de las Ruinas para así destruir a Megatron y los Decepticons puedan Gobernar, el Planeta Tierra y el Universo.
Megatron ya dado por muerto, Scourge toma el poder de Fortress Maximus y una explosión que sucede en unas ruinas cuando este estaba absorbiendo la energía de una reliquia, Scourge y los Decepticons continúan su conspiración, ahora con un target más fácil, Skybite y los Autobots, y tras luego activar a Fortress Maximus, con la aparición de Cerebros, Fortress Maximus se puede activar, Scourge aun con su insaciable búsqueda de poder, busca desesperadamente una manera de apoderarse de Fortress Maximus, él se da cuenta de que, cuando era una protoforma, su materia éxtasis escaneo al camión y a Optimus Prime, por lo tanto Scourge al igual que Optimus Prime, pueden comandar a Fortress Maximus, sin que este los cuestione, Sabiendo esto los Decepticons empiezan sus planes de Destrucción, Mega Octane ordena a los Decepticons en transformarse en Ruination para distraer Mega Octane ordena que se combinen a los Autobots, mientras Scourge toma el poder de Fortress Maximus, dicho y hecho, Scourge lo logra, y ya con Fortress Maximus, bajo su mando, empieza a atacar a los Autobots, cuando de pronto Galvatron entra en escena, el explica que después que Megatron absorbió toda esa energía se volvió aún más poderoso y fue reformado en Galvatron, aún más poderoso que Megatron, este se contenta al ver a los Autobots abrumados por el poder de sus enemigos, y a su vez el ver que Scourge ha tomado el control total de Fortress Maximus, sin embargo su alegría se acaba cuando este lo empieza a atacar a él, en cuestión de segundo se da cuenta de que los Decepticons lo han traicionado, Scourge desencadena una ola de destrucción que ni los Autobots o Predacons pueden detener, sin embargo alguien pudo, Koji, quien empezó a suplicar a Fortress Maximus que se detuviera, gritándole, lo logra, Scourge no puede creerlo, y es expulsado de Fotress Maximus, junto con los otros Decepticons, mientras los Predacons y Galvatron se dan a la retirada también.
Scourge es derrotado por los Autobots. Los Decepticons cansados y en necesidad de reparación , son capturados por Galvatron, quien les hace un formateo completo de memoria, es decir, le borraron todo recuerdo existentes, haciendo que una vez más se volvieran fieles a Galvatron y nunca más traicionen. Scourge y sus Decepticons, debido a esto, se volvieron en unos zánganos sin capacidad propia de razonar, ya que cumplían las órdenes de Galvatron si cuestionarlas, incluso hasta el punto en el que mismo Galvatron los usa de Carnada para poder eliminar a los Autobots. La última batalla de Scourge fue en un intento inútil de seguir protegiendo a Galvatron, quien después de usarlo de carnada, aun le ordena que ataque a los Autobots, este cumple. Scourge es encarcelado para siempre, pero es eliminado junto a Ruination en cuestión de segundo por Landifll, RailRacer, Skid-Z, Townline, Los Spychangers y los 3 Hermanos Autobots. Después de esta derrota Scourge y los otros caen una vez más en modo éxtasis, y luego de que Omega Prime derrotara a Galvatron, Scourge y los Decepticons al igual que los otros Predacons son encarcelados en unos cristales que mantienen encerrada las chispas de los individuos, Luego son transportados a la prisión del asteroide por Fortress Maximus, donde pagara por sus crímenes.

## Transformers Armada
Nemesis Prime es un monstruoso Decepticon enviado para matar a los Autobots y los Decepticons por igual. Se escanean las mentes de los Transformers y tomó la forma de Optimus Prime, ya que él era el más poderoso y respetado en toda su mente. Como un duplicado de Optimus Prime, Nemesis tiene toda la fuerza Optimus Prime y el poder, además de su propia capacidad de reconstruirse.
Nemesis Prime maneja el sable Vorpal, un clon de la retorcida Saber Star, y tiene un compañero llamado Mini-Con Run-Over.

## Transformers: Prime
Nemesis Prime solo aparece en un episodio de la segunda temporada de Transformers: Prime. En esta versión, Nemesis Prime es creado por M.E.C.H. (organización liderada por Silas que busca otras formas de vida para crear con ellas armas) y al igual que en Transformers G1, es doblado por Peter Cullen. 

## Películas de acción real

### Transformers: el último caballero
Nemesis Prime hizo su aparición en la quinta entrega de la serie de películas de Transformers. En esta versión, Nemesis Prime es la identidad de Optimus Prime, la cual asume después de haber sido corrompido por Quintessa. Tras un combate con sus antiguos aliados, Optimus recupera su personalidad original al escuchar de nuevo la voz verdadera de Bumblebee.

## Transformers War for Cybertron Trilogy
Nemesis Prime aparece en la serie como la versión malvada de Optimus Prime en el futuro oscuro de los Maximals y Predacons, en este mundo nemesis Prime originalmente era Optimus Prime en una línea de tiempo posterior, en la cual nunca ganó la guerra y no pudo recuperar la chispa suprema, donde también murió para luego ser reconstruido por Unicron como su heraldo con una personalidad diferente y oscura, él y Galvatron viajan en el tiempo para robar la chispa suprema para destruir a Unicron pero es detenido por Optimus Prime y los demás Transformers, al final se descubre que esta vivo ya que Unicron lo devolvió a su tiempo para castigarlo diciendo que comenzará otra vez.
Aparece como cameo en el episodio "Earthrise", y posteriormente también salede forma oficial en "Kingdom".